# Малта на Светском првенству у атлетици на отвореном 1983.
Малта је учествовао на 1. Светском првенству на отвореном 1983. одржаном у Хелсинкију, Финска, од 7. до 14. августа.
На првенству у Хелсинкију Малту је представљала једна атлетичарка који се такмичиo у једној техничкој дисциплини.
Малта није освојио ниједну медаљу а оборен је један лични рекорд.

## Учесници
Жене:
- Џенифер Пејз — Бацање копља

## Резултати

### Жене
| Атлетичар    | Дисциплина   | Лични рекорд | Квалификација | Квалификација | Финале                | Финале       | Детаљи |
| Атлетичар    | Дисциплина   | Лични рекорд | Резултат      | Место         | Резултат              | Место        | Детаљи |
| ------------ | ------------ | ------------ | ------------- | ------------- | --------------------- | ------------ | ------ |
| Џенифер Пејз | бацање копља |              | 41,96 ЛР      | 10. у гр А    | није се квалификовала | 21 / 22 (23) |        |